# Olcan Adın
Olcan Adın (* 30. September 1985 in Balıkesir) ist ein ehemaliger türkischer Fußballspieler.

## Vereinskarriere
Adın spielte in seiner Jugend für seinen Heimatklub Balıkesirspor. In der Saison 2002/03 wurde Olcan Adın von Kartalspor verpflichtet und spielte fortan in der ersten Mannschaft. Nach seiner ersten Saison bei Kartalspor machte der junge Spieler auf sich aufmerksam. Der Traditionsklub Fenerbahçe Istanbul holte den damals 17-jährigen Spieler. Er wurde in seiner ersten Spielzeit bei den Blau-Gelben zum ersten Mal türkischer Fußballmeister. Adın selbst kam in der Saison nur einmal zum Einsatz, im Spiel gegen MKE Ankaragücü am 7. Dezember 2003, wurde Adın in der 82. Spielminute für Yusuf Şimşek eingewechselt.
Die darauffolgende Saison verbrachte Olcan auf Leihbasis beim Zweitligisten Antalyaspor. Dort spielte er als Stammspieler und kam auf 26 Spiele. Seine Rückkehr zu Fenerbahçe verlief für ihn persönlich nicht erfolgreich. In den Spielzeiten 2005/06 und 2006/07 spielte Adın insgesamt fünf Spiele. Trotzdem wurde er ein zweites Mal türkischer Meister. Im Sommer 2007 wechselte Adın auf Leihbasis zu Karşıyaka SK. Mit 32 Spielen und acht Toren spielte Adın bei Karşıyaka bis dahin beste Saison.
Zu einer Rückkehr zu Fenerbahçe Istanbul kam es nicht mehr, er wechselte zum Ligakonkurrent Gaziantepspor. Unter seinem Trainer Tolunay Kafkas spielte Adın in der Saison 2011/12 seine beste Saison. Er spielte 33 von 34 Spielen und erzielte dabei zwölf Tore. Damit hatte er einen großen Anteil an der darauffolgenden Teilnahme an der UEFA Europa League 2011/12. Zur Halbzeit 2011/12 wechselte Adın zu Trabzonspor und schoss sein erstes Tor am 15. Januar 2012 im Ligaspiel gegen Samsunspor.
Am 4. Juli 2014 wechselte er zu Galatasaray Istanbul. Seine Ablösesumme betrug vier Millionen Euro. Im Gegenzug gab Galatasaray Salih Dursun für zwei Spielzeiten auf Leihbasis Trabzonspor. Am 29. August 2016 löste Galatasaray den Vertrag von Adın auf.
In der Winterpause 2016/17 heuerte er beim Erstligisten Akhisar Belediyespor an. Bei diesem Verein etablierte er sich auf Anhieb zum Leistungsträger und hatte mit dem Gewinn des Türkischen Pokals der Saison 2017/18 Anteil am bis dato größten Erfolg der Vereinsgeschichte. Trotz dieses Erfolges konnte er sich im Sommer 2018 auf eine Vertragsverlängerung einigen und wechselte zum Ligarivalen Antalyaspor. Hier löste er nach etwa einer halben Saison ohne Ligaeinsatz im Dezember 2018 seinen Vertrag nach gegenseitigem Einvernehmen mit der Vereinsführung vorzeitig auf.
Am 14. Oktober 2019 gab Adın sein Karriereende bekannt.

## Nationalmannschaft
Olcan Adın gab sein Debüt für die Türkei am 29. Februar 2012 im Freundschaftsspiel gegen die Slowakei. Für die Türkei kam Adın zu zehn Länderspielen und erzielte dabei ein Tor.

## Erfolge
- Mit Fenerbahçe Istanbul:
  - Türkischer Meister: 2003/04, 2006/07

- Mit Galatasaray Istanbul:
  - Türkischer Meister: 2014/15
  - Türkischer Pokalsieger: 2014/15, 2015/16

- Mit Akhisarspor:
  - Türkischer Pokalsieger: 2017/18